# Francesco Forte (calciatore)
Francesco Forte (Roma, 1º maggio 1993) è un calciatore italiano, attaccante del Catania in prestito dall’Ascoli.

## Carriera

### Club

#### Gli inizi, l'esordio in Serie A
Inizia a giocare a calcio nella Nuova Tor Tre Teste, società del proprio quartiere nella periferia romana. Nel 2009 passa al Pisa, con cui colleziona una presenza. Nell'estate del 2011 viene acquistato dall'Inter, che lo inserisce nel proprio settore giovanile, con cui Forte riesce a vincere il Torneo di Arco e a laurearsi campione d'Italia Primavera nel 2011-2012.
Nella stagione 2012-2013, con Andrea Stramaccioni allenatore, viene convocato varie volte in prima squadra, arrivando ad esordire con i nerazzurri il 17 aprile 2013, nella semifinale di ritorno di Coppa Italia persa per 2-3 contro la Roma, e anche ad esordire in Serie A, entrando in campo a quattro minuti dal termine della sfida della trentaquattresima giornata persa per 1-0 in casa del Palermo.

#### Pisa e vari prestiti
Per la stagione 2013-2014 viene ceduto in prestito, con diritto di riscatto da parte dell'Inter, al Pisa, facendo così ritorno in Toscana dopo due stagioni. Segna 3 reti in 22 presenze e viene poi mandato in prestito al Forlì, ma già nel gennaio 2015, dopo aver raccolto 16 presenze e segnato 2 reti, cambia di nuovo maglia, accasandosi alla Lucchese, dove riesce a segnare ben 10 reti in 18 presenze. Le buone prestazioni fornite convincono l'Inter a riacquistarne la proprietà del cartellino, per poi girare nuovamente il giocatore in prestito alla Cremonese e poi al Teramo, in Lega Pro, per la stagione 2015-2016. La stagione seguente vede il giocatore tornare alla Lucchese e dimostrare ancora una volta ottime doti, con 15 reti segnate in 21 presenze nella prima parte dell'annata.
Nel gennaio 2017 viene rilevato in prestito con diritto di riscatto fissato a un milione di euro dal Perugia, che lo fa esordire in Serie B; il calciatore termina il campionato con 3 reti in 11 presenze. Passato in prestito con riscatto fissato a 1,5 milioni di euro allo Spezia, Forte riesce poi ad esprimersi su buoni livelli nel campionato cadetto, con 6 reti in 31 presenze.

#### Parentesi in Belgio e Juve Stabia
Il 26 luglio 2018 viene acquistato a titolo definitivo, per 700.000 euro, dalla squadra belga del Waasland-Beveren. Con la squadra segna 6 gol in 28 presenze in campionato.
Il 2 settembre 2019, dopo aver iniziato la stagione con la squadra belga, torna in patria, ceduto in prestito alla Juve Stabia, in Serie B che versa nelle casse del club belga la cifra di 800.000 euro . Il 5 ottobre successivo segna la prima rete con le con le vespe nella partita vinta per 2-1 in trasferta contro il Trapani. Il 13 dicembre dello stesso anno sigla una doppietta su calcio di rigore, decisiva per la vittoria in rimonta della squadra campana in trasferta per 3-2 contro il Chievo. Il 29 maggio 2020 viene riscattato dai campani.

#### Venezia
Il 23 settembre 2020 firma un triennale con il Venezia, il costo del cartellino è di 900.000 euro. Il 20 ottobre segna il suo primo gol con i lagunari, realizzando il secondo gol del poker del Venezia al Pescara. Nel giugno 2021 ottiene coi veneti la promozione in Serie A. Debutta in massima serie con il Venezia (oltre 8 anni dopo l'ultima presenza) il 22 agosto in casa del Napoli. Il 22 dicembre 2021 segna la sua prima rete in Serie A, firmando il momentaneo pareggio nella partita casalinga contro la Lazio, persa poi per 3-1.

#### Benevento
Il 14 gennaio 2022 passa in prestito con obbligo di riscatto fissato a 3 milioni al Benevento. Il 23 febbraio segna le prime reti con i sanniti, realizzando una doppietta nel rotondo successo sul Como per 5-0. Al termine della stagione viene acquistato a titolo definitivo dalla squadra campana, dove colleziona 40 presenze e 10 reti tra campionato, play-off e coppa nazionale.

#### Ascoli e prestito al Cosenza
Il 24 gennaio 2023 viene ceduto in prestito con obbligo di riscatto all'Ascoli, sempre in Serie B.Cinque giorni dopo va a segno all'esordio con i marchigiani, nella sconfitta interna col Palermo per 2-1. Mette a segno tre reti nelle 14 presenze con i marchigiani. 
Il 1º settembre 2023, Forte passa a titolo temporaneo al Cosenza, in Serie B. Il 7 ottobre seguente, segna le sue prime reti con i silani, siglando una doppietta nel successo per 3-0 sul Lecco.

#### Catania
Il 17 luglio 2025  viene ceduto in prestito al Catania.

### Nazionale
Ha fatto parte della nazionale Under-20 con cui ha giocato una partita, mentre dal 2013 al 2015 ha fatto parte dell'Under-21 di Lega Pro segnando 2 reti in 5 presenze.

## Procedimenti giudiziari
Nel novembre del 2023, insieme a Gaetano Letizia, Massimo Coda e Christian Pastina, viene indagato dalla Procura di Benevento per frode sportiva, scommesse su piattaforme illegali e riciclaggio.
Nel maggio del 2024, è stato ufficialmente deferito al Tribunale Federale Nazionale della FIGC, insieme agli stessi Letizia e Pastina e ad Enrico Brignola, per aver violato ripetutamente le norme federali relative alle scommesse su incontri di campionati professionistici nazionali e stranieri, illegali per i calciatori professionisti. In seguito al rifiuto di due diverse richieste di patteggiamento da parte dei legali del giocatore, nel luglio seguente la pubblica accusa federale chiede una squalifica di un anno per Forte, di cui sei mesi commutati in servizi sociali. Il 10 settembre dello stesso anno la Corte Federale d’Appello, dopo la condanna a nove mesi (con 6.000 euro di ammenda) del primo grado, gli infligge una squalifica di nove mesi di cui quattro commutabili in prescrizioni alternative (più 5.000 euro di ammenda).

## Statistiche

### Presenze e reti nei club
Statistiche aggiornate al 27 aprile 2025.
| Stagione                  | Squadra                   | Campionato                | Campionato | Campionato | Coppe nazionali | Coppe nazionali | Coppe nazionali | Coppe continentali | Coppe continentali | Coppe continentali | Altre coppe | Altre coppe | Altre coppe | Totale | Totale |
| Stagione                  | Squadra                   | Comp                      | Pres       | Reti       | Comp            | Pres            | Reti            | Comp               | Pres               | Reti               | Comp        | Pres        | Reti        | Pres   | Reti   |
| ------------------------- | ------------------------- | ------------------------- | ---------- | ---------- | --------------- | --------------- | --------------- | ------------------ | ------------------ | ------------------ | ----------- | ----------- | ----------- | ------ | ------ |
| 2010-2011                 | Pisa                      | 1D                        | 1          | 0          | CI-LP           | 1               | 0               | -                  | -                  | -                  | -           | -           | -           | 2      | 0      |
| 2011-2012                 | Inter                     | A                         | -          | -          | CI              | -               | -               | UCL                | -                  | -                  | SI          | -           | -           | 0      | 0      |
| 2012-2013                 | Inter                     | A                         | 1          | 0          | CI              | 1               | 0               | UEL                | -                  | -                  | -           | -           | -           | 2      | 0      |
| Totale Inter              | Totale Inter              | Totale Inter              | 1          | 0          |                 | 1               | 0               |                    | 0                  | 0                  |             | 0           | 0           | 2      | 0      |
| 2013-2014                 | Pisa                      | 1D                        | 22+2       | 3+0        | CI+CI-LP        | 0+2             | 0+1             | -                  | -                  | -                  | -           | -           | -           | 26     | 4      |
| Totale Pisa               | Totale Pisa               | Totale Pisa               | 23+2       | 3          |                 | 3               | 1               |                    | -                  | -                  |             | -           | -           | 28     | 4      |
| 2014-gen. 2015            | Forlì                     | LP                        | 16         | 2          | CI-LP           | 2               | 1               | -                  | -                  | -                  | -           | -           | -           | 18     | 3      |
| gen.-giu. 2015            | Lucchese                  | LP                        | 18         | 10         | CI-LP           | -               | -               | -                  | -                  | -                  | -           | -           | -           | 18     | 10     |
| 2015-gen. 2016            | Cremonese                 | LP                        | 14         | 3          | CI+CI-LP        | 1+1             | 0               | -                  | -                  | -                  | -           | -           | -           | 16     | 3      |
| gen.-giu. 2016            | Teramo                    | LP                        | 14         | 1          | CI+CI-LP        | -               | -               | -                  | -                  | -                  | -           | -           | -           | 14     | 1      |
| 2016-gen. 2017            | Lucchese                  | LP                        | 21         | 15         | CI-LP           | 2               | 1               | -                  | -                  | -                  | -           | -           | -           | 23     | 16     |
| Totale Lucchese           | Totale Lucchese           | Totale Lucchese           | 39         | 25         |                 | 2               | 1               |                    | -                  | -                  |             | -           | -           | 41     | 26     |
| gen.-giu. 2017            | Perugia                   | B                         | 11         | 3          | CI              | -               | -               | -                  | -                  | -                  | -           | -           | -           | 11     | 3      |
| 2017-2018                 | Spezia                    | B                         | 31         | 6          | CI              | 2               | 0               | -                  | -                  | -                  | -           | -           | -           | 33     | 6      |
| 2018-2019                 | Waasland-Beveren          | PL                        | 24+7       | 5+3        | CB              | 1               | 0               | -                  | -                  | -                  | -           | -           | -           | 32     | 8      |
| lug.-set. 2019            | Waasland-Beveren          | PL                        | 4          | 1          | CB              | -               | -               | -                  | -                  | -                  | -           | -           | -           | 4      | 1      |
| Totale Sportkring Beveren | Totale Sportkring Beveren | Totale Sportkring Beveren | 28+7       | 6+3        |                 | 1               | 0               |                    | -                  | -                  |             | -           | -           | 36     | 9      |
| set. 2019-2020            | Juve Stabia               | B                         | 32         | 17         | CI              | -               | -               | -                  | -                  | -                  | -           | -           | -           | 32     | 17     |
| 2020-2021                 | Venezia                   | B                         | 33+5       | 14+1       | CI              | 2               | 0               | -                  | -                  | -                  | -           | -           | -           | 40     | 15     |
| 2021-gen. 2022            | Venezia                   | A                         | 12         | 1          | CI              | 2               | 1               | -                  | -                  | -                  | -           | -           | -           | 14     | 2      |
| Totale Venezia            | Totale Venezia            | Totale Venezia            | 45+5       | 15+1       |                 | 4               | 1               |                    | -                  | -                  |             | -           | -           | 54     | 17     |
| gen.-giu. 2022            | Benevento                 | B                         | 18+1       | 7+0        | CI              | -               | -               | -                  | -                  | -                  | -           | -           | -           | 19     | 7      |
| 2022-gen. 2023            | Benevento                 | B                         | 20         | 3          | CI              | 1               | 0               | -                  | -                  | -                  | -           | -           | -           | 21     | 3      |
| Totale Benevento          | Totale Benevento          | Totale Benevento          | 38+1       | 10         |                 | 1               | 0               |                    | -                  | -                  |             | -           | -           | 40     | 10     |
| gen.-giu. 2023            | Ascoli                    | B                         | 14         | 3          | CI              | -               | -               | -                  | -                  | -                  | -           | -           | -           | 14     | 3      |
| ago. 2023                 | Ascoli                    | B                         | 1          | 0          | CI              | 1               | 1               | -                  | -                  | -                  | -           | -           | -           | 2      | 1      |
| set. 2023-2024            | Cosenza                   | B                         | 31         | 5          | CI              | -               | -               | -                  | -                  | -                  | -           | -           | -           | 31     | 5      |
| 2024-2025                 | Ascoli                    | C                         | 10         | 3          | CIC             | -               | -               | -                  | -                  | -                  | -           | -           | -           | 10     | 3      |
| Totale Ascoli             | Totale Ascoli             | Totale Ascoli             | 25         | 6          |                 | 1               | 1               |                    | -                  | -                  |             | -           | -           | 26     | 7      |
| Totale carriera           | Totale carriera           | Totale carriera           | 348+15     | 102+4      |                 | 19              | 5               |                    | 0                  | 0                  |             | 0           | 0           | 382    | 111    |

## Palmarès

### Club
- Torneo Città di Arco: 1

Inter: 2011
- Campionato Primavera: 1

Inter: 2011-2012
- NextGen Series: 1

Inter: 2011-2012